# Episodi di Almost Human
La prima ed unica stagione della serie televisiva Almost Human è stata trasmessa in prima visione negli Stati Uniti d'America, in contemporanea con il Canada, da Fox dal 17 novembre 2013 al 3 marzo 2014.
In Italia la serie è stata trasmessa in prima visione dal canale pay Premium Action, della piattaforma Mediaset Premium, dal 1º marzo al 24 maggio 2014; in chiaro è stata trasmessa per la prima volta dal 20 gennaio al 31 marzo 2015 su Italia 1 in seconda serata.
| nº | Titolo originale   | Titolo italiano    | Prima TV USA     | Prima TV Italia |
| -- | ------------------ | ------------------ | ---------------- | --------------- |
| 1  | Pilot              | Il fattore umano   | 17 novembre 2013 | 1º marzo 2014   |
| 2  | Skin               | Questione di pelle | 18 novembre 2013 | 8 marzo 2014    |
| 3  | Are You Receiving? | Ostaggi            | 25 novembre 2013 | 15 marzo 2014   |
| 4  | The Bends          | Embolia            | 2 dicembre 2013  | 22 marzo 2014   |
| 5  | Blood Brothers     | Fratelli di sangue | 9 dicembre 2013  | 29 marzo 2014   |
| 6  | Arrhythmia         | Aritmia            | 16 dicembre 2013 | 5 aprile 2014   |
| 7  | Simon Says         | Le regole di Simon | 6 gennaio 2014   | 12 aprile 2014  |
| 8  | You Are Here       | Il localizzatore   | 13 gennaio 2014  | 19 aprile 2014  |
| 9  | Unbound            | Anima sintetica    | 3 febbraio 2014  | 26 aprile 2014  |
| 10 | Perception         | Percezione         | 10 febbraio 2014 | 3 maggio 2014   |
| 11 | Disrupt            | Cyber terrorismo   | 17 febbraio 2014 | 10 maggio 2014  |
| 12 | Beholder           | Chirurgia plastica | 24 febbraio 2014 | 17 maggio 2014  |
| 13 | Straw Man          | L'uomo di paglia   | 3 marzo 2014     | 24 maggio 2014  |

## Il fattore umano
- Titolo originale: Pilot
- Diretto da: Brad Anderson
- Scritto da: J. H. Wyman

### Trama
John Kennex è un poliziotto del dipartimento di Los Angeles che ha perso la sua squadra e una gamba in un'imboscata dell'Insindacato, una potente organizzazione criminale. Risvegliatosi dal coma dopo 17 mesi, ora ha una gamba artificiale e tenta di capire come sia potuto cadere nell'imboscata rivivendo i suoi ricordi attraverso un dispositivo del mercato nero. Pressato dal suo capo, il capitano Maldonado, rientra in servizio trovandosi obbligato a essere affiancato a un androide. Non sopportando la cinica logicità degli androidi, per la quale pensa sia morto il suo partner, gli viene affidato Dorian, un androide dell'ormai abbandonato progetto "Anima Sintetica", dove venivano costruiti androidi capaci di provare emozioni. Nel frattempo, il detective Vogel viene rapito dall'Insindacato e, quando la polizia lo ritrova in una gabbia di vetro, viene ucciso da un misterioso gas in essa sprigionato. Il tecnico Rudy scopre che i criminali hanno sintetizzato un gas in grado di uccidere i poliziotti reagendo con le vaccinazioni a cui tutti loro sono sottoposti. Intanto, sottoponendosi all'ennesimo trattamento per ricordare, Kennex scopre che la sua ex ragazza, scomparsa dopo essersi risvegliato, era presente sul luogo dell'imboscata. Continuando l'indagine, Kennex e Dorian scoprono che l'Insindacato vuole recuperare una prova conservata al dipartimento e relativa al caso 6663 del detective Vogel, proprio poco prima che i malviventi assaltino la stazione. Utilizzando un impulso elettromagnetico, l'Insindacato disattiva tutti gli androidi e attacca la stazione usando il gas per avere la meglio sui poliziotti. Grazie all'aiuto di Dorian, rimasto attivo poiché diverso dagli altri, Kennex riesce a fermare l'Insindacato, senza tuttavia scoprire cosa cercassero. La polizia inizia alla cieca la ricerca della prova, che si rivela essere la testa di un androide ancora funzionante.
- Ascolti USA: telespettatori 9.18 (milioni) – rating/share 18-49 anni 3,1%/8%[2]

## Questione di pelle
- Titolo originale: Skin
- Diretto da: Michael Offer
- Scritto da: Cheo Hodari Coker

### Trama
Kennex e Dorian indagano sull'omicidio di un uomo d'affari che produce prostitute robotiche. Le tracce di DNA dell'androide presente al momento dell'omicidio appartengono a una donna rapita tempo prima. Ben presto, i due riescono a risalire a una banda di albanesi che rapisce donne per utilizzare la loro pelle per rivestire le androidi, rendendo la loro qualità superba. Risalendo alla prima attivazione di una delle androidi, la polizia scopre il laboratorio dove i trapianti di pelle avvengono e fa irruzione, salvando le donne rapite e sgominando i malviventi.
- Ascolti USA: telespettatori 6,76 (milioni) – rating/share 18-49 anni 2,3%/6%[3]

## Ostaggi
- Titolo originale: Are You Receiving?
- Diretto da: Larry Teng
- Scritto da: Justin Doble

### Trama
Un gruppo di malviventi attacca un palazzo e prende diversi ostaggi. Kennex e Dorian intervengono e rimangono all'interno, isolati dal resto dalle forze dell'ordine che ha circondato l'edificio. La polizia attiva un dispositivo per bloccare le comunicazioni nella zona, mentre i malviventi espongono le loro richieste. Kennex e Dorian continuano la loro ascesa verso gli ostaggi e si scontrano con alcuni malviventi, scoprendo che utilizzano dei dispositivi per spacciarsi per persone appartenenti a un gruppo terroristico. Giunti quasi all'obbiettivo, ascoltando le conversazioni dei malviventi grazie al cellulare di uno degli ostaggi, capiscono sia tutto solo un diversivo per una rapina in corso a una vicina banca di palladio, il cui sistema dall'allarme è stato disattivato dal dispositivo della polizia. Dorian, attraverso il sistema di ventilazione raggiunge i malviventi e, con l'aiuto di Kennex che si spaccia per uno dei malviventi grazie al dispositivo recuperato, uccidono i malviventi e salvano gli ostaggi, riuscendo poi a informare il dipartimento della rapina in corso che viene fermata.
- Ascolti USA: telespettatori 6.12 (milioni) – rating/share 18-49 anni 1,9%/5%[4]

## Embolia
- Titolo originale: The Bends
- Diretto da: Kenneth Fink
- Scritto da: Daniel Grindlinger

### Trama
Il detective della narcotici Cooper rimane ucciso dopo essere entrato in contatto con "l'Alfiere", un misterioso criminale che gestisce il traffico di una nuova droga chiamata "Embolia" che sta invadendo le strade. Il suo corpo viene trovato dalla polizia, che propende nel credere che Cooper fosse corrotto a causa della droga trovata nel bagagliaio della sua auto e del fatto che il suo dipartimento nega fosse sotto copertura. Kennex, amico di vecchia data di Cooper, intende riabilitare il suo nome e aiuta Rudy ad agire sotto copertura come "cuoco" della droga. Rudy riesce a incontrare "l'Alfiere" nello stesso momento in cui Kennex con alcune deduzione capisce che dietro la sua identità si cela Alexio Baros, capo del dipartimento narcotici. Kennex e Dorian irrompono nel laboratorio dove è stato portato Rudy dopo avere individuato la sua posizione grazie a una telefonata a Baros. Alla fine, i due salvano l'amico e Kennex uccide a sangue freddo Baros, per evitare che possa passarla liscia se processato.
- Ascolti USA: telespettatori 5.87 (milioni) – rating/share 18-49 anni 1,7%/5%[5]

## Fratelli di sangue
- Titolo originale: Blood Brothers
- Diretto da: Omar Madha
- Scritto da: Cole Maliska

### Trama
Il capitano Maldonado testimonia a un processo con l'intento di far condannare Ethan Avery, un uomo accusato di avere ucciso il dottor Fuller, esperto in fertilità. Durante la deposizione di una ragazza testimone oculare dell'omicidio, un uomo fa irruzione nel rifugio dalla quale è collegata in videoconferenza uccidendola insieme alle guardie. L'unica altra testimone, Maya, riesce a fuggire e viene salvata dalla polizia. Quest'ultima, sedicente psichica-sensitiva, afferma che lo spirito dell'altra testimone le dice che l'assassino è lo stesso Ethan Avery. Kennex è naturalmente scettico, ma Rudy riesce a stabilire che la voce dell'omicida della testimone, registrata con la deposizione, è proprio quella di Avery. La polizia indaga quindi sulla possibilità che Fuller abbia clonato Avery: mentre il detective Stahl si reca a casa della madre di Fuller, Kennex e Dorian scortando Maya vengono attaccati da un commando di quattro uomini armati. I due riescono a ucciderne uno mettendo in fuga gli altri, e il malvivente si rivela essere un clone di Avery. I due, cercando di capire come siano stati trovati, deducono che tutte le comunicazioni della polizia sono intercettate. Intanto, il detective Stahl scopre che Fuller aveva clonato Avery e intendeva pubblicare i risultati, ma viene rapita dagli altri tre cloni che chiedono alla polizia come riscatto il rilascio dell'Ethan Avery "originale". Kennex organizza lo scambio di prigionieri facendo però in modo che l'Avery sul luogo dell'incontro sia solo una proiezione olografica del prigioniero. Nonostante il trucco venga scoperto, lui e Dorian riescono a liberare il detective Stahl e sbarazzarsi dei tre cloni. Maya può infine testimoniare contro Avery per farlo incarcerare. Alla fine, Kennex si gode una partita di calcio con Valerie Stahl, come predetto da Maya.
- Ascolti USA: telespettatori 6.05 (milioni) – rating/share 18-49 anni 1,8%/5%[6]

## Aritmia
- Titolo originale: Arrhythmia
- Diretto da: Jeff T. Thomas
- Scritto da: Alison Schapker

### Trama
Un uomo entra armato in un ospedale cercando di obbligare i dottori a curarlo, poiché avrà presto un attacco cardiaco, ma muore poco dopo. La polizia scopre che gli è stato impiantato un cuore artificiale e risale alla Vastrel, azienda produttrice. Tramite il numero di serie scoprono che apparteneva a una donna deceduta due anni prima, il cui cuore non è stato distrutto come da procedura, ma venduto al mercato nero. Recatisi alle pompe funebri dove la donna è stata cremata, il proprietario ammette di avere venduto gli organi per permettere la sopravvivenza di chi non se ne potesse permettere uno legalmente. Rudy scopre che i cuori sono stati modificati con un timer resettabile che li disattiva, in modo da continuare a estorcere denaro ai proprietari. Kennex convince l'impresario funebre a collaborare e gli fa fare una consegna di un nuovo cuore. Seguendo il corriere, lo arrestano con il dottore, prima dell'ennesimo trapianto. Interrogando quest'ultimo, scoprono però che è stato manipolato, essendo completamente estraneo all'estorsione di denaro. Dietro la faccenda si celano una donna di nome Karen e l'impresario funebre. La donna, sentendosi braccata, impedisce al compare di resettare i timer, volendo abbandonare gli affari. Altre due persone vengono così ritrovate morte e il detective Stahl scopre che le vittime sono tutte state rifiutate dalla Vastrel. Il dottore arrestato riconosce nella segretaria della responsabile dei trapianti della Vastrel la mente dietro l'organizzazione. Kennex e Dorian si rendono conto che qualcuno si è sbarazzato di tutte le altre persone morte che non sono state in grado di pagare, e capiscono che il responsabile è proprio l'impresario funebre. Riescono ad arrestarlo, ma la sua compare riesce a fuggire. La Vastrel, anche per salvare la faccia a causa dell'impiegata corrotta, decide di fornire gratuitamente cuori artificiali a coloro che hanno i cuori con un timer.
- Ascolti USA: telespettatori 5.34 (milioni) – rating/share 18-49 anni 1,6%/5%[7]

## Le regole di Simon
- Titolo originale: Simon Says
- Diretto da: Jeannot Szwarc
- Scritto da: Alison Schapker

### Trama
A causa di un brillamento solare, il dipartimento deve fare economia di energia e Dorian si ritrova ad avere il sistema emotivo scombussolato. Nel frattempo, un banchiere viene anestetizzato per strada e si risveglia con un collare bomba. Un uomo dal suo computer lo osserva tramite telecamere e lo obbliga a svolgere una serie di compiti prima che un timer faccia esplodere il collare, con la promessa di dirgli come rimuoverlo. Nel frattempo, trasmette in diretta online questo gioco deviato, desideroso di ricevere consensi. Il banchiere, costretto a rapinare una banca, viene fermato da Kennex e Dorian, ma non avendo il tempo materiale per disinnescare la bomba, sono costretti a lasciarlo esplodere in un campo di forza. Quando una ragazza viene in seguito presa di mira, i due riescono a raggiungerla e a disinnescare la bomba, salvandola. La ragazza pensa che il colpevole sia un certo Simon, da lei rifiutato. La polizia risale all'indirizzo dell'uomo, ma quando giungono sul posto Kennex viene attirato in una trappola e rapito per farlo partecipare al gioco. Mentre Kennex riesce, non senza fatica, a disattivare la sua bomba, la polizia individua Simon e Dorian riesce a metterlo fuori gioco, poco prima di esaurire la carica.
- Ascolti USA: telespettatori 6.35 (milioni) – rating/share 18-49 anni 1,8%/5%[8]

## Il localizzatore
- Titolo originale: You Are Here
- Diretto da: Sam Hill
- Scritto da: J. H. Wyman & Naren Shankar

### Trama
Un uomo di nome Anton viene ucciso da un proiettile con una balistica molto misteriosa. Dorian trova un chip nel proiettile e Rudy scopre che è servito a teleguidarlo. Andando a parlare con Kira, la ragazza della vittima, nell'azienda dove lavoravano entrambi, Dorian intuisce che la vittima ha creato un software in grado di localizzare qualsiasi persona utilizzando i dispositivi biometrici e le telecamere circostanti. La polizia sospetta quindi che Anton abbia venduto il software a dei trafficanti d'armi e sia stato ucciso perché un testimone scomodo. Al dipartimento, il capitano Maldonado intende offrire un accordo al membro dell'insindacato catturato durante l'assalto, per sapere a che cosa stessero mirando. L'uomo però chiede di essere liberato e vista la contrarietà di Kennex, decide di rifiutare. Mentre Kennex e Dorian tornano a parlare con Kira, la donna viene bersagliata dai malviventi che hanno ucciso Anton, per fare una dimostrazione a un possibile acquirente. Dorian si frappone salvandole la vita, e Kira viene portata in un rifugio con la figlia. Continuando l'indagine, Kennex e Dorian scoprono che Anton era stato in realtà ricattato, consegnando il software solo per salvare Kira e la figlia di lei. Intanto, la donna fugge dal rifugio per raggiungere un cancellatore di ricordi, sicura che sia il modo per uscire dalle mire dei malviventi. Kennex e Dorian la localizzano e la raggiungono insieme ai due malviventi. Dopo uno scontro a fuoco, i due poliziotti riescono ad avere la meglio sui malviventi, e mostrano a Kira la verità su Anton. La donna allora li ringrazia per averle impedito di perdere i ricordi su di lui.
- Ascolti USA: telespettatori 6.88 (milioni) – rating/share 18-49 anni 2,0%/6%[9]

## Anima sintetica
- Titolo originale: Unbound
- Diretto da: Jeffrey Hunt
- Scritto da: Graham Roland

### Trama
Un androide criminale viene messo fuori uso dalla polizia. Il corpo, portato nella stanza delle prove, si riaccende grazie a una batteria secondaria nascosta e s'impossessa della testa di androide bramata dall'Insindacato, sostituendola alla sua. Fuggito dal dipartimento, la polizia si rende conto essere parte del prototipo di un androide da combattimento chiamato XRN, creato anni prima in seguito alla dismissione dei DRN dall'azienda produttrice, per rientrare dai costi del materiale invenduto. Il prototipo, durante la dimostrazione era impazzito compiendo una strage e riuscendo a essere disattivato solo dopo tre giorni di combattimento. Messasi sulle sue tracce, la polizia scopre che l'androide ha sostituito il corpo danneggiato presso il laboratorio del dr. Nigel Vaughn, creatore dei DRN e ora semplice riparatore di androidi. Il dottore ottiene di riavere indietro le sue attrezzature sequestrate in seguito al processo subito, promettendo di trovare il modo di localizzare l'androide da lui chiamato "Danica". Esso intanto assalta un laboratorio in città rubando 500 processori per androidi. Danica viene quindi rintracciata in un bar dove il consigliere cittadino James Hart sta tenendo una raccolta fondi. Una squadra d'assalto con diversi MX, guidata da Kennex, giunge nel tentativo di fermare Danica, ma viene messa fuori gioco dall'androide. Dopo una strenua lotta, Kennex, con l'aiuto di Dorian, riesce a sganciare la linguetta di una granata indossata da Danica e a calciarla lontano grazie alla potenza della sua gamba artificiale, distruggendola. Il dr. Vaughn, però, nel frattempo approfitta della situazione per dileguarsi dal dipartimento con le "anime sintetiche" restituitegli, recupera i processori rubati da Danica, e oltrepassa "il Muro". La polizia capisce che l'omicidio del consigliere Hart, responsabile della dismissione dei DRN, è stata solo un diversivo, e si chiede dova possa essersi nascosto il dr. Vaughn per creare il suo esercito di androidi.
- Ascolti USA: telespettatori 6.41 (milioni) – rating/share 18-49 anni 1,9%/5%[10]

## Percezione
- Titolo originale: Perception
- Diretto da: Mimi Leder
- Scritto da: Sarah Goldfinger

### Trama
Due ragazze "cromo", ovvero modificate geneticamente durante la gravidanza, vengono trovate morte per overdose. La polizia ben presto ricollega le morti a quella di una terza ragazza annegata, amica delle due, ma non geneticamente modificata. Recatasi alla scuola da loro frequentata, la polizia trova una dose della droga nella stanza di una delle ragazze e scopre che è stata creata con una stampante chimica. In questo modo, riescono a rintracciare la stampante da cui è stata creata nella casa di un ragazzo espulso dalla medesima scuola. Giunti sul posto, il ragazzo ammette di avere creato la droga, ma di non essere colpevole dell'overdose. Sospettano quindi che la morte delle due amiche sia stata causata dalla madre della ragazza annegata, che le accusava di aver fatto morire la figlia, e tramite un hacker ha manomesso la stampante per dargli un'overdose. Alla fine, tra gli effetti del ragazzo trovano un video in cui la ragazza annegata che, dopo avere assunto la droga, non essendo una "cromo" cade rapidamente in depressione e si suicida. Mostrandolo alla madre, la donna capisce di avere accusato ingiustamente le ragazze e ammette la sua colpevolezza. Nel frattempo, Kennex continua a scavare nei suoi ricordi e, facendo analizzare un regalo fattogli dalla sua ex ragazza, membro dell'Insindacato, scopre che è una microspia ancora funzionante.
- Ascolti USA: telespettatori 5.74 (milioni) – rating/share 18-49 anni 1,6%/4%[11]

## Cyber terrorismo
- Titolo originale: Disrupt
- Diretto da: Thomas Yatsko
- Scritto da: Sarah Goldfinger

### Trama
Due coniugi vengono uccisi dal sistema di sicurezza della loro casa, esattamente un anno dopo che lo stesso sistema uccise un ragazzo di 16 anni di nome Aaron. I sospetti ricadono sulla madre del ragazzo ucciso, che la polizia pensa possa avere assoldato un hacker, e sul gruppo cyber-terroristico "Disrupt", che rivendica un blackout alla città, in memoria dello stesso Aaron. La polizia rintraccia nell'hacker CrispinX l'autore del blackout e, grazie ai contatti di Rudy, un tempo anche lui hacker, lo trova e lo arresta. CrispinX si dichiara però completamente estraneo all'omicidio e sostiene che Disrupt è un gruppo non violento. Nel frattempo, l'avvocato della Synturion, azienda che produce i sistemi automatici di sicurezza delle case, viene ucciso dalla sua stessa casa. La polizia offre quindi un accordo a CrispinX, che tramite i messaggi di minaccia alle vittime, scopre che dietro tutto si cela una ragazza di nome Emily, amica di Aaron. Scoperto che il prossimo bersaglio sarà l'amministratore delegato della Synturion, Kennex e Dorian si precipitano alla sede dell'azienda dove si trova al momento. Supportati da CrispinX, i due riescono a distruggere gli androidi della sicurezza hackerati da Emily e a scoprire che la ragazza si trova nella sala server dell'azienda. Mentre Kennex salva l'amministratore delegato, Dorian convince la ragazza ad arrendersi. Intanto, Rudy scopre che sono stati inseriti in Dorian dei ricordi umani, e lo comunica preoccupato a Kennex.
- Ascolti USA: telespettatori 5.35 (milioni) – rating/share 18-49 anni 1,7%/5%[12]

## Chirurgia plastica
- Titolo originale: Beholder
- Diretto da: Fred Toye
- Scritto da: Chris Downey & Joe Henderson

### Trama
Un giovane Cromo viene trovato morto per arresto cardiaco. Essendo impossibile una tale eventualità, la polizia sospetta un omicidio e segue le tracce di un misterioso criminale che lascia tracce di DNA di altre 7 differenti persone, tutte morte allo stesso modo e ora credute uccise da lui. Riescono a scoprire che il criminale estrae il DNA dalle persone con nanobot per utilizzarlo in chirurgia estetica. Recatisi all'azienda che aveva sperimentato una simile procedura, Kennex e Dorian scoprono che la sperimentazione era fallita, perché i nanobot uccidevano i donatori. Seguendo la pista del mercato nero, scoprono dove si trova una macchina per questa procedura, ma quando giungono sul posto, il dottore responsabile delle operazioni si inietta dell'adrenalina nel tentativo di scappare, andando in arresto cardiaco. Dal suo computer scoprono la prossima vittima del criminale e la polizia si reca sul posto per proteggerlo, dissuadendolo dal continuare. Cercando punti comuni tra le vittime, scoprono che è l'edificio della motorizzazione, e identificano in Eric, un ex impiegato sottopostosi a numerosi interventi estetici, il criminale. Precipitatisi a casa sua, scoprono che l'uomo ha fatto tutto quanto per una ragazza conosciuta in rete, sua dirimpettaia che spia segretamente dalla finestra. Eric, sentendosi braccato si reca a casa della ragazza anche se il suo viso manca dell'ultimo tratto per essere perfetto, ma scopre che la ragazza è cieca e a lei non importa quindi del suo aspetto. La polizia fa irruzione proprio quando i due capiscono di amarsi, costringendo Eric a scappare sul tetto. Kennex tenta di fermarlo, ma l'uomo, sostenendo che non possa comprenderlo, decide di suicidarsi. La vicenda lascia il poliziotto scosso che si decide a invitare fuori il detective Stahl, ma, quando sta per farlo, scopre che ha già un appuntamento con un altro uomo.
- Ascolti USA: telespettatori 5.27 (milioni) – rating/share 18-49 anni 1,6%/5%[13]

## L'uomo di paglia
- Titolo originale: Straw Man
- Diretto da: Sam Hill
- Scritto da: Alison Schapker & Graham Roland

### Trama
Una ragazza viene trovata morta e con l'interno del corpo riempito di sola paglia. Kennex ricollega subito il modus operandi a quello del criminale Michael Costa, soprannominato "Uomo di paglia", arrestato dieci anni prima da suo padre, anche lui poliziotto, che morì poche settimane dopo in servizio. Pensando di trovarsi davanti a un emulatore di Costa, Kennex e Dorian vanno a parlare con quest'ultimo, scoprendo però che il padre di Kennex sospettava che l'uomo fosse stato incastrato. Esaminando la vittima, Rudy sospetta che sia in realtà solo una copia inanimata, e Kennex conclude, dopo avere studiato il caso di suo padre, che Costa è innocente e il vero criminale è ancora a piede libero. Intuendo che i bersagli dell'uomo sono i rifugi per senzatetto, la polizia riesce a rintracciarlo, scoprendo che l'uomo rapiva le vittime per utilizzarli come cavie per sperimentazione cibernetica, da utilizzare poi su sé stesso, ormai diventato un cyborg. Costa viene liberato, e Kennex riabilita il nome di suo padre, accusato di avere sottratto l'attrezzatura usata dal criminale e poi ucciso perché aveva scoperto la verità. Nel frattempo, grazie alle impressioni favorevoli del dipartimento e commenti entusiasti di Kennex, il periodo di servizio di Dorian viene rinnovato. Questi, per ringraziarlo, gli regala una nuova gamba artificiale più efficiente della precedente.
- Ascolti USA: telespettatori 5.63 (milioni) – rating/share 18-49 anni 1,5%/4%[14]